# 新泾镇图书馆
新泾镇图书馆位於中華人民共和國上海市长宁区，成立于1956年6月。最初位於哈密路433号。2003年迁至淞虹路650弄2号，2012年再次迁移至福泉路405弄4楼，面积918.8平方米，2013年，新泾镇图书馆设立《新民晚报》副刊部捐赠专架，2016年开通免费wifi。馆内有少儿阅览区、成人阅览区、电子阅览区。